# Tumoranuraphis indica
Tumoranuraphis indica är en insektsart. Tumoranuraphis indica ingår i släktet Tumoranuraphis och familjen långrörsbladlöss. Inga underarter finns listade i Catalogue of Life.